# Jacundá
Jacundá é a designação comum a vários peixes do gênero Crenicichla, perciformes, da família dos ciclídeos. Possuem o corpo alongado, nadadeira dorsal contínua ocupando quase todo o dorso e, geralmente, um ocelo típico na cauda. Também são conhecidos por nhacundá e guenza.
O grupo integra 113 espécies, nativas dos rios e ribeiros da América do Sul.
O jacundá habita em rios de água fria e corrente, sendo um peixe frágil, muito suscetível à poluição. No sul do Brasil, é conhecido também como joaninha, peixe-sabão, boca-de-velha e badejo (pelo seu aspecto parecido com o do badejo de água salgada). Pode alcançar 40 centímetros de comprimento e pesar quase um quilo.
"Jacundá" se originou do termo tupi nhakuundá.